# Kanton Joigny
Kanton Joigny is een kanton van het Franse departement Yonne. Kanton Joigny maakt deel uit van het arrondissement Auxerre. Het heeft een oppervlakte van 254,97 km² en telt 18.458 inwoners in 2018, dat is een dichtheid van 72 inwoners per km².

## Gemeenten
Het kanton Joigny omvatte van 1973 tot 2014 de volgende gemeenten:
- Béon
- Cézy
- Champlay
- Joigny (hoofdplaats)
- Looze
- Paroy-sur-Tholon
- Saint-Aubin-sur-Yonne
- Villecien
- Villevallier

en werd ingevolge het decreet van 13 februari 2014 met uitwerking op 22 maart 2015 uitgebreid met volgende gemeenten, alle afkomstig van het opgeheven kanton Saint-Julien-du-Sault :
- La Celle-Saint-Cyr
- Cudot
- Précy-sur-Vrin
- Saint-Julien-du-Sault
- Saint-Loup-d'Ordon
- Saint-Martin-d'Ordon
- Verlin

Tegelijkertijd werd Paroy-sur-Tholon overgeheveld naar het Kanton Charny.